# Знание (всесоюзное общество)
Всесою́зное о́бщество «Зна́ние» (Всесоюзное общество по распространению политических и научных знаний) — просветительская и пропагандистская организация в Советском Союзе, возникшая в 1947 году.
Занималось просветительской деятельностью и антирелигиозной пропагандой среди населения СССР путем чтения лекций, а также издания соответствующей научно-популярной литературы. Как и другие советские общественные организации, находилась под контролем ВКП(б) — КПСС. Общество имело издательство «Знание».

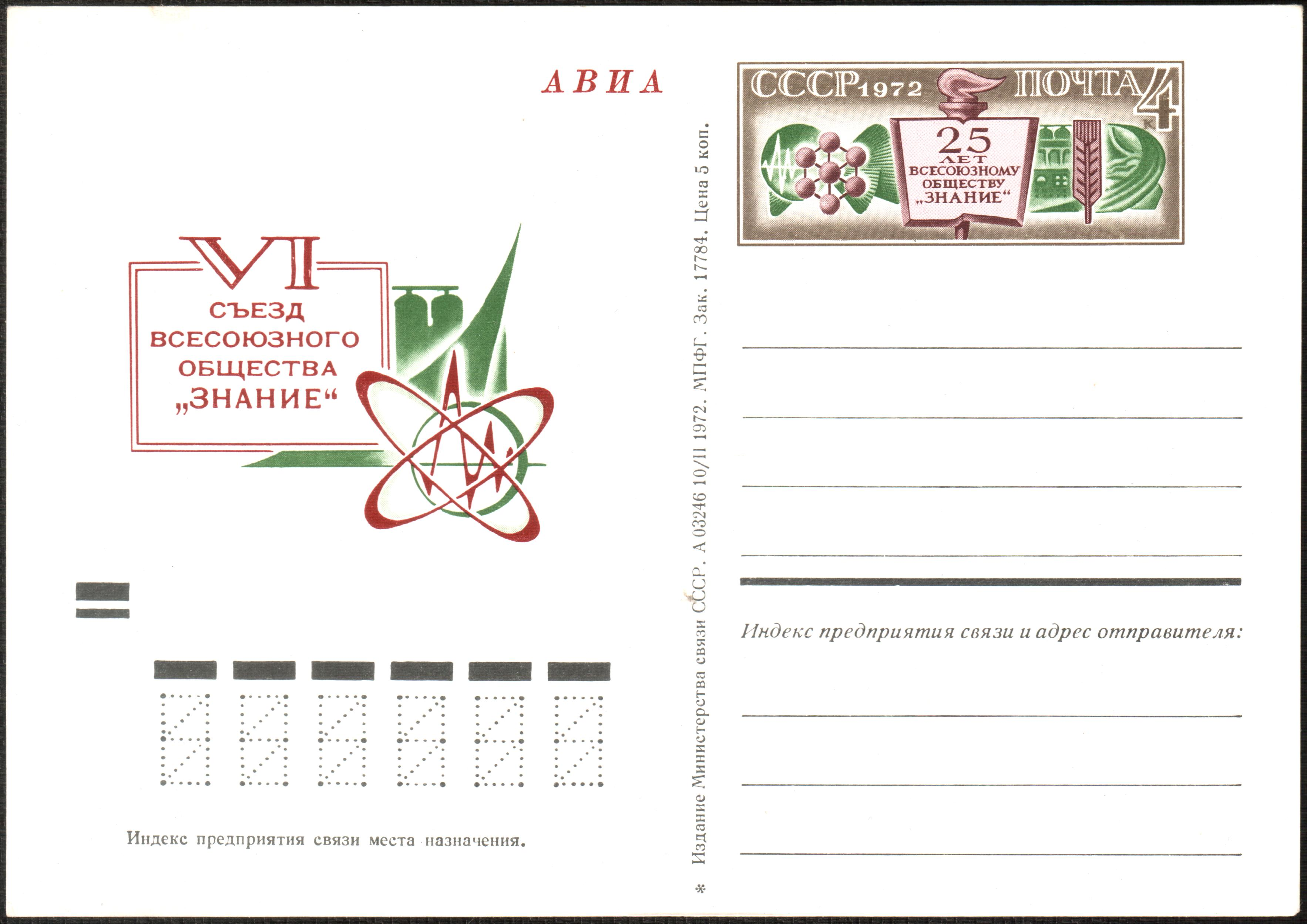
Художественный маркированный конверт СССР, выпущенный в 1972 году к 25-летию общества и его VI съезду

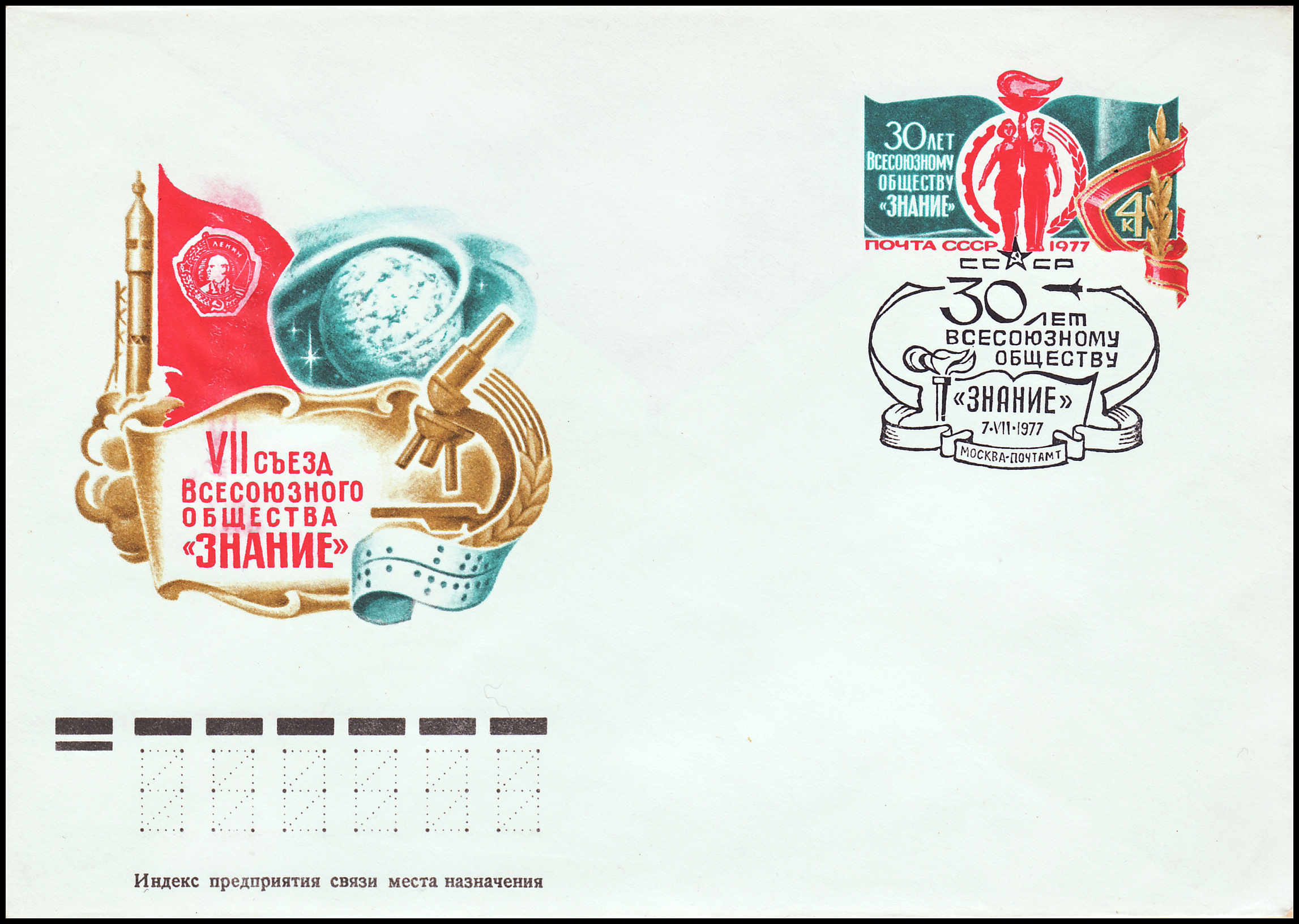
Художественный маркированный конверт СССР, выпущенный в 1977 году к 30-летию общества и его VII съезду, со спецгашением

После распада СССР собственность общества на территории России перешла к Обществу «Знание» России.

## История
Причинами создания Общества послужили:
- значительный ущерб, нанесённый Великой Отечественной войной всей системе советского образования;
- вызванная войной массовая депрофессионализация населения;
- курс на скорейшее создание советского ядерного щита;
- холодная война, подстегнувшая рост конкурентоспособности советской индустрии высокого передела;
- ликвидация в 1947 году Союза воинствующих безбожников, чьи функции в области атеистической антирелигиозной пропаганды были переданы обществу «Знание».

Председатель Совета министров СССР И. В. Сталин подписал 29 апреля 1947 года Постановление, в котором говорилось:
«Одобрить обращение группы учёных и общественных деятелей ко всем деятелям советской науки и культуры о создании Всесоюзного общества по распространению политических и научных знаний и разрешить опубликовать обращение в центральной печати. Утвердить рекомендованный инициативной группой учёных организационный комитет Всесоюзного общества…»
Инициаторами выступили писатель Константин Симонов, балерина Галина Уланова, физик Николай Бруевич, геолог Каныш Сатпаев, математик Николай Мусхелишвили, экономист Евгений Варга, востоковед Владимир Аболтин, историки Евгений Тарле и Исаак Минц и другие во главе с президентом Академии наук СССР Сергеем Вавиловым. Первоначально будущую структуру назвали Всесоюзным обществом по распространению политических и научных знаний. 1 мая 1947 года обращение появилось в советской печати; 12 мая на своём первом заседании оргкомитет решил создать отделения Общества в союзных республиках, крупных краевых и областных центрах России.
7 июля 1947 года в Большом театре начало работу Учредительное собрание Всесоюзного общества. Сергей Иванович Вавилов сказал на открытии: «Науке обучают, знание передаётся от одного человека к другому — в этом особый смысл данного русского слова… Мы надеемся, что в рядах нашего Общества будет вся передовая научная интеллигенция Советского Союза». 930 участников Собрания, включая 578 человек из 15 союзных республик, приняли Устав, избрали правление и ревизионную комиссию Общества. Председателем Правления стал Сергей Вавилов, призвавший: «Наше Общество должно быть посредником и проводником настоящих, высоких, передовых научных знаний от специалистов к народу».
Всесоюзному обществу по распространению политических и научных знаний были переданы имущество, оборудование, фонды и функции Всесоюзного лекционного бюро (при Министерстве высшего образования СССР) и Союза воинствующих безбожников (который также занимался распространением научных и материалистических знаний), Московский политехнический музей, Политехническая библиотека Вскоре возникли 14 республиканских обществ по распространению политических и научных знаний, а в 1957 году 15-е Всесоюзное общество. В это время в кино родился образ рабочего-интеллигента, созданный режиссёром Иосифом Хейфицем и артистом Алексеем Баталовым («Большая семья», 1954).
Всесоюзное общество наращивало свою деятельность, и скоро кумир советских людей переместился из заводских цехов в научные лаборатории: тот же Баталов сыграл у Михаила Ромма физика-ядерщика («Девять дней одного года», 1962). Параллельно общество занималось атеистической антирелигиозной пропагандой.
В 1963 году Всесоюзное общество по распространению политических и научных знаний было переименовано во Всесоюзное общество «Знание». В 1964 году IV съезд «знаниевцев» принял решение о создании народных университетов для продвижения систематического специального образования. Предприятия повышали квалификацию своих кадров, привлекали академические круги к решению прикладных проблем.
В начале 1970-х годов Политбюро ЦК КПСС отнесло Всесоюзное общество «Знание» к уровню министерства I категории. Среди выходцев из Общества можно упомянуть Александра Бовина, Юрия Бузулукова, Вадима Загладина, Валентина Зорина, Ивана Лаптева, Романа Михнева, Леона Оникова, Гавриила Попова, Михаила Сергеева, Глеба Цветкова, Николая Шишлина, Николая Шмелева.

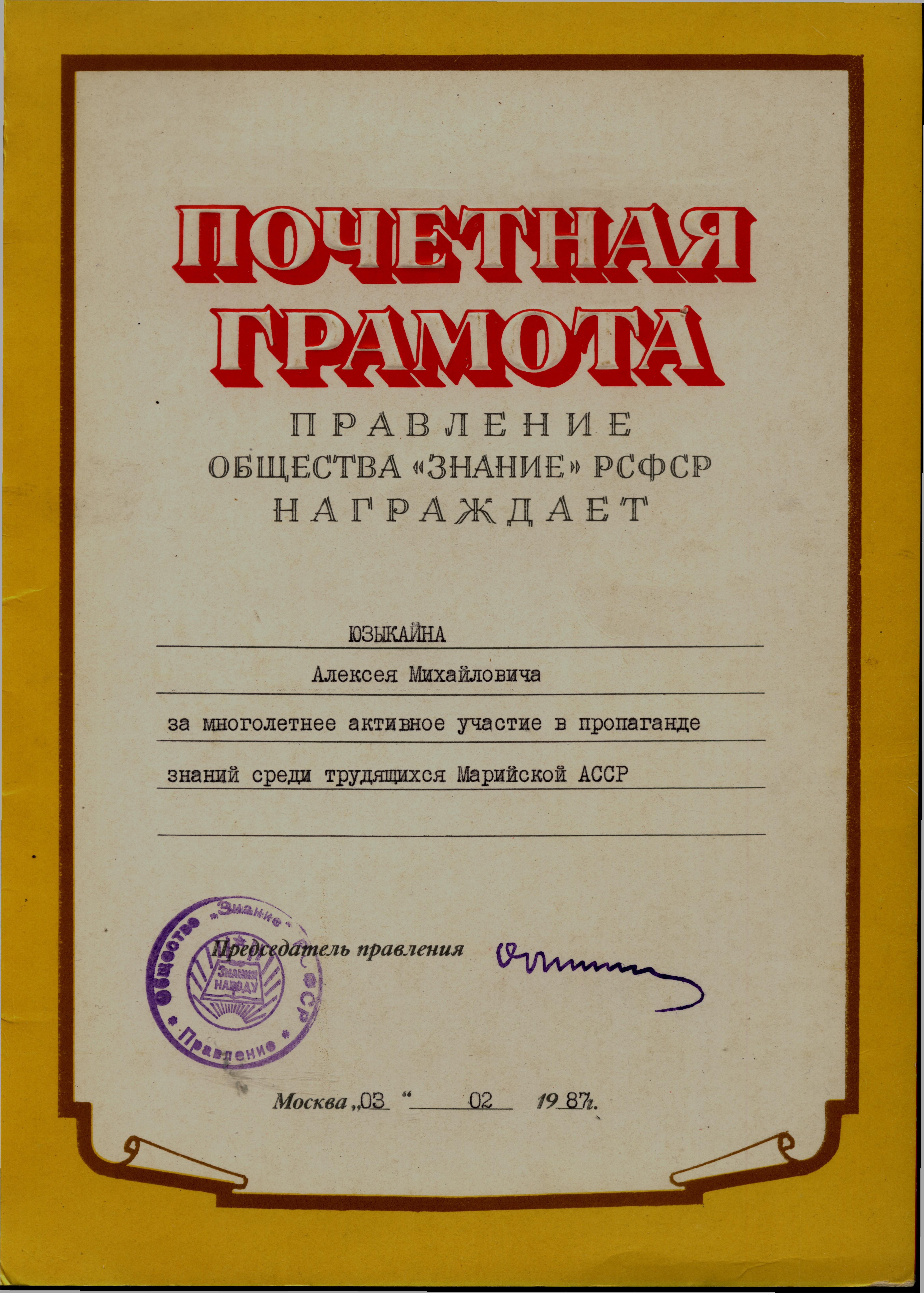
Почётная грамота общества «Знание» РСФСР 1987 года

Во главе правлений республиканских, краевых, областных и районных организаций, научно-методических советов, бюро и секций Общества стояли ректоры и заведующие кафедрами, доктора наук и профессора. Научно-методические советы или секции Общества были, по существу, объединениями лекторов по специальности. Имелись секции по разъяснению внешней политики и международных отношений советского государства, экономике, философии, юридическим, педагогическим, естественно-техническим знаниям, медицине и спорту, культуре, литературе и т. д.
Примерно 2/3 лекций были платными, и предприятия перечисляли лектору гонорар. Остальные лекции назывались шефскими и читались бесплатно. Чем больший был спрос со стороны слушателей на конкретного лектора, тем больше он мог прочесть лекций и тем больший процент лекций ему оплачивался. Материальная база «знаниевцев» включала Московский политехнический музей, Центральную политехническую библиотеку и ледокол «Красин», Дома знания, Дома научно-технической пропаганды, лектории, библиотеки, народные университеты, планетарии, типографии, санатории, пансионаты, дома отдыха. В Центральном лектории Общества почти ежедневно проводились научные конференции, встречи с писателями, поэтами, учёными, деятелями культуры и искусства.
Основанное ещё в 1951 году издательство «Знание» выпускало ежегодно более 200 млн экземпляров брошюр, книг, журналов, наглядных пособий, в том числе такую периодику как «Наука и жизнь», «Знание — сила», «Международная жизнь». В сотрудничестве с фирмой грамзаписи «Мелодия» правлением общества выпускались пластинки с лекциями известных учёных по актуальным проблемам науки.
Вопросы, поступавшие во время лекций, «знаниевцы» передавали в лекторскую группу ЦК КПСС. Оттуда наиболее острые вопросы направлялись для информации и принятия мер в руководящие органы партии и государства. На самые сложные из вопросов готовились типовые ответы, которые в виде информационного бюллетеня рассылались в партийные организации СССР.
Высокая потребность в подобной продукции привела к увеличению тиражей бюллетеня, в результате чего было решено превратить его в еженедельник. Так появился печатный орган Всесоюзного общества «Знание» — «Аргументы и факты», тираж которой быстро превысил 30 млн экземпляров и стал рекордом, зарегистрированным книгой Гиннесса. К началу 1990-х в обществе «Знание» ежегодно читалось более 25 млн лекций для 280 млн человек по всему Советскому Союзу. Членами Общества являлись 2 тыс. академиков, более 25 тыс. докторов наук и профессоров, 383 тыс. инженеров, 208 тыс. врачей, 184 тыс. специалистов агрокомплекса.

## Руководители
Председатели правления Всесоюзного общества «Знание»:
- акад. Вавилов, Сергей Иванович (1947—1951)
- акад. Опарин, Александр Иванович (1951—1956)
- акад. Митин, Марк Борисович (1956—1960; в 1947—1956 — первый заместитель)
- акад. Семёнов, Николай Николаевич (1960—1963)
- акад. Кириллин, Владимир Алексеевич (1963—1965)
- акад. Артоболевский, Иван Иванович (1966—1977)
- акад. Басов, Николай Геннадиевич (1978—1990)
- акад. Фролов, Константин Васильевич (1990—1991)